# ビオメリュー
ビオメリュー（仏: bioMérieux S.A.）は、微生物検査、遺伝子検査、免疫検査など、体外診断用の医薬品および医療機器の開発・販売を行う企業。フランス・メトロポール・ド・リヨンのマルシー＝レトワールに本拠を置き、世界160か国以上で製品を販売する。ユーロネクスト・パリ上場企業（Euronext: BIM ）。

## 沿革
ビオメリューのルーツは、生化学者・細菌学者のルイ・パスツールの弟子であったマルセル・メリュー（Marcel Mérieux）が、1897年に設立したバイオロジー研究所に遡る。1963年に一族のアラン・メリューがBD Mérieuxの社名で法人設立し、1974年に現在の社名となった。
1988年に細菌の自動識別に強みを持つアメリカ合衆国のVitek Systemsを買収、2001年にHIVのスクリーニングやウィルス測定に強みを持つOrganonTeknikaをアクゾノーベルから買収、2004年に株式公開企業となった。2014年に細菌・ウィルス分野において競合していたアメリカ合衆国のBioFire Diagnostics Inc.を買収、2018年にタンパク質関係の検査機器を開発するアメリカ合衆国のAstute Medical Inc.を買収した。
現在ビオメリューの売上は、南北アメリカが過半数を占めており、ヨーロッパが3分の1、日本を含むアジアは15％前後となっている。

## 日本におけるビオメリュー
日本では1988年以来、シスメックスとの合弁によるシスメックス・ビオメリュー株式会社を通じて事業を行ってきたが、2017年にビオメリューが株式のシスメックス保有分を買収、日本法人のビオメリュー・ジャパン株式会社（bioMérieux Japan Ltd.）が11月に設立された。2018年6月、日水製薬と食品検査市場における自動蛍光免疫測定装置などビオメリュー製品の販売契約を締結した。
ビオメリュー・ジャパン株式会社は、病院、検査センター、研究機関、保健所などを対象とする臨床検査製品の販売に加えて、食品会社や化粧品会社などへの産業関連製品の販売を行っている。東京（赤坂溜池タワー）にオフィスを持つ。